# Saint André (Ribera)
Pour les articles homonymes, voir Saint André.
Saint André est un tableau réalisé vers 1620 par le peintre espagnol José de Ribera. De format vertical, cette huile sur toile est une peinture chrétienne qui représente l'apôtre André levant les yeux vers le Ciel alors qu'il se tient près de la croix de son martyre, laquelle lui sert d'attribut. L'œuvre est conservée à la Quadreria dei Girolamini, à Naples, en Campanie.